# Терешполь (гмина)
Терешполь (пол. Tereszpol) — сельская гмина (волость) в Польше, входит как административная единица в Билгорайский повет, Люблинское воеводство. Административный центр — деревня Терешполь-Заоренда. Население — 3993 человека (на 2006 год).

## Населённые пункты
- Липовец

## Соседние гмины

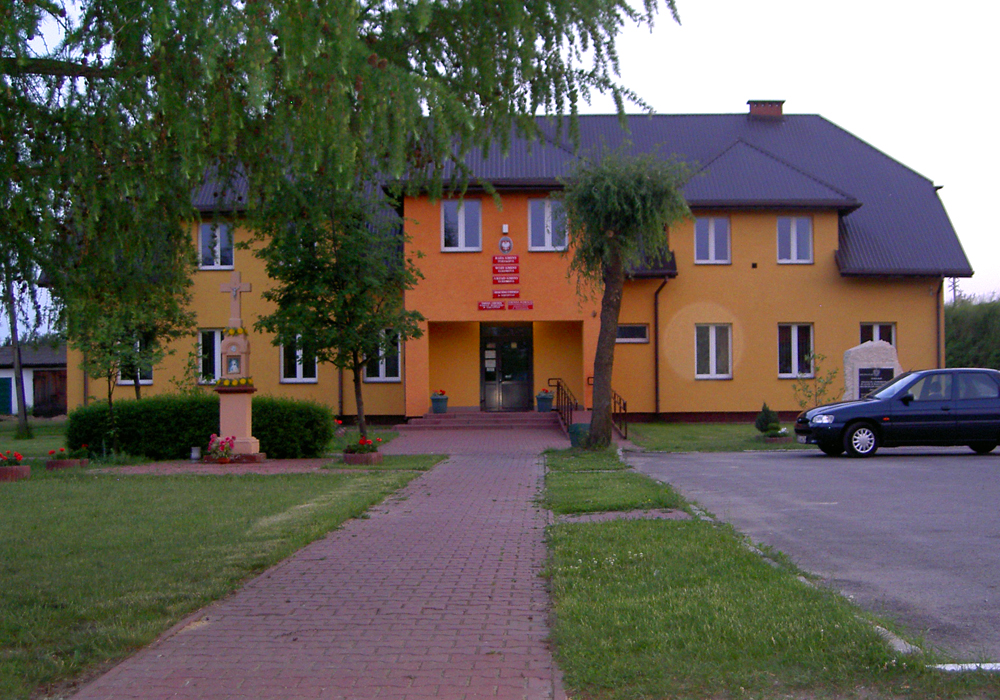
Гмина Терешполь

1. Гмина Александрув
2. Гмина Билгорай
3. Гмина Юзефув
4. Гмина Радечница
5. Гмина Звежинец